# Goliardia
Un ordre goliardique (en italien : ordini goliardici), couramment appelé Goliardia, est une forme de société d'étudiants présente dans le monde académique italien.
L'appellation Goliardia fait référence aux goliards de l'ancien temps. Environ 80 ordres goliardiques sont répartis dans les 25 villes universitaires italiennes.

## Ce qu'est la Goliardia

### Terminologie utilisée et style

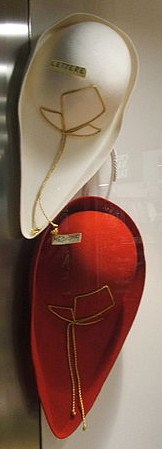
Deux feluca dans la vitrine d'un magasin de Padoue en 2006.

Les ordres de la Goliardia se proclament héritiers et continuateurs des antiques et truculentes traditions des goliards.
Ceci explique les pompeux titres latins affichés, faisant référence de façon loufoque au latin jadis communément employé par l'ensemble des savants et étudiants d'Occident.
Par exemple, l'Ordre goliardique souverain de l'université de Gênes fondé en 1947 se nomme Supremus Ordo Goliardicus Liguriae : Ordre Goliardique Suprême de Ligurie. Sur l'organigramme de l'ordre goliardique actif depuis 1965 à la résidence universitaire de la Villa San Giuseppe de Turin, on trouve, entre autres, un Grand Pontife, des Vestales et des Archevêques !
Les noms utilisés peuvent être comiques, comme l'ordre Phoenicis Ignis Goliardica Alchemia de Ferrare, dont les initiales Ph I G A sonnent exactement comme figa, mot argotique italien aujourd'hui très couramment utilisé et désignant l'organe sexuel féminin.
On rencontre également des harangues en latin de cuisine.
L'autre référence omniprésente dans les ordres de la Goliardia est celle de l'Italie de l'époque où elle se divisait en une quantité d'États souverains dirigés par des nobles, avec cérémonials prestigieux et luttes intestines sans merci pour conserver ou accéder au pouvoir.
Par exemple, le chef du Supremus Ordo Goliardicus Liguriae porte le nom de doge.
Le concept même d'« ordre » employé par la Goliardia est repris de celui des ordres religieux ou chevaleresques qui jouaient un rôle très important en ces temps-là.
Comme les ordres religieux ou chevaleresques de jadis, il existe des codes écrits régissant les ordres goliardiques. Le plus fameux est le Codice Morandini (Code Morandini) de Padoue. Il en existe beaucoup d'autres : Codex Lotharingius (Code Lorrain) de Varèse, Le Leggi dei Goliardi Senesi (Les Lois des Goliards de Sienne), etc. Les Lois des Goliards de Sienne ne comptent pas moins de 145 articles répartis en 18 chapitres plus une introduction comprenant les 7 Principi Fondamentali (Principes Fondamentaux), qu'on peut lire en italien sur le site Internet de la Goliardia de Sienne. On y trouve une foule de précisions, au nombre desquelles, chapitre 15, que seuls les garçons peuvent être membres de la Goliardia de Sienne.
Les responsables des ordres goliards ont droit à des hommages théâtraux parodiques, ainsi par exemple, au Pontifex Maximus Goliardorum (Grand Pontife des Goliards) du Supremus Ordo Taurini Cornus atque Pedemontanus - S.O.T.C.a.P. (Ordre Suprême de la Corne des Taurins Piémontais) de Turin, on baise la main en mettant un genou à terre.
Les chefs goliards sont également, à l'occasion, victimes de « coups d'État » parodiant pacifiquement les luttes sanguinaires qui avaient lieu dans les cours de l'ancien temps.
Les ordres sont dotés d'emblèmes héraldiques.
Autre rappel des anciennes divisions de l'Italie, quand un membre d'un ordre de la Goliardia va visiter une autre ville que la sienne, on dit qu'il va a l'estero : à l'étranger.

### Théâtralité de la Goliardia
Quand on détaille le fonctionnement d'un ordre, par exemple le Lunaticus Astralisque Goliardicus Ordo (Ordre Goliardique Astral Aliéné) de Trieste, il est facile de réaliser la parenté entre son fonctionnement et le théâtre. La troupe de l'ordre se comporte comme une troupe de théâtre d'improvisation sur ce thème choisi : nous sommes un ordre goliardique. Les rôles joyeux sont distribués : héraut, patricien, cavalier, baron, comte, marquis, duc, prince. On n'a plus affaire à des étudiants, mais à une cour fantasque et loufoque qui parodie et souligne le ridicule des hommes et femmes de pouvoir.
La scène où la troupe joue est la ville, l'université. Elle intervient au milieu des spectateurs, qu'elle apostrophe à l'occasion, pour l'entraîner dans son jeu.
Le but est de rire et s'amuser avec d'agréables bouffonneries qui dérident le spectateur et distraient les membres de la troupe.

### Goliardia et carnaval
Au Carnaval, durant la période qui lui est réservé, on élit des princesses, princes, reines et rois de Carnaval. On se costume pour se montrer. On boit. On mange. On a des aventures amoureuses. Et en général on se retrouve ensemble pour s'amuser.
Les ordres goliardiques ont des activités similaires.
Participer à la Goliardia, c'est se donner la possibilité de faire carnaval tout le long de l'année universitaire. Les princes, princesses, rois et reines de carnaval, avec leurs cours, sont des proches cousins des princes, ducs et autres grands maîtres des ordres goliardiques.
En plus de son carnaval permanent, la Goliardia s'implique bien sûr dans le Carnaval général de la ville quand il existe et que son temps revient.

### Goliardia: un jeu
Participer à la vie Goliardique est un jeu qui tourne en dérision avec légèreté les fastes et le decorum avec lesquels les autorités civiles ou religieuses tendent à impressionner le commun des mortels.
La Goliardia crée une oasis de gaité dans un monde qui se veut triste et sérieux et oublie que le but de la vie est s'amuser quand il en est encore temps : carpe diem.
La subdivision des ordres en ordre souverain et ordres vassaux permet de conserver une dimension familiale aux structures. Trop nombreux dans un même groupe, les Goliards auraient de la difficulté à organiser leur amusement. On retrouve ici la règle des dix-neuf, rester petits pour être forts et unis.

## Caractéristiques d'un Goliard

### La coiffe goliarde: Orsina, zucchetto, feluca

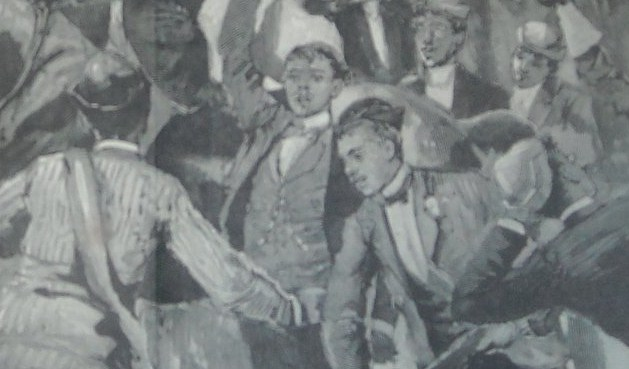
Des étudiants italiens coiffés de lorsina aux fêtes de Bologne de 1888.

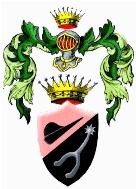
Sur les armoiries du Supremo Ordine Goliardico dello Speron di Ferro apparaît une feluca noire.

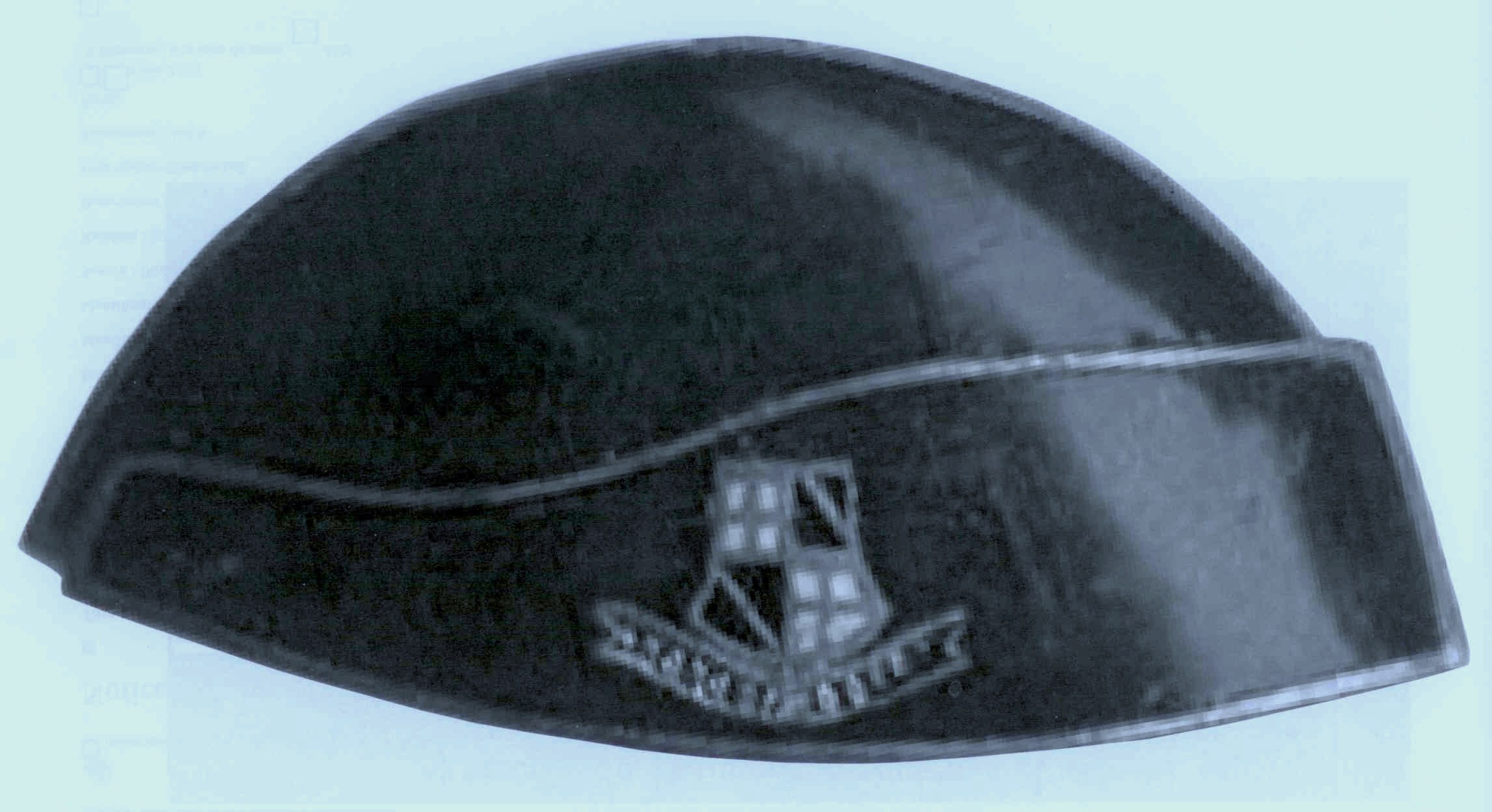
Lorsina.

Comme d'autres associations festives traditionnelles étudiantes telles que la Penne, la Calotte ou la Faluche, les membres de la Goliardia ont pour insigne caractéristique une coiffe. La première, imaginée par Guido Podrecca en 1888 en s'inspirant d'un modèle du XVe siècle, fut l'orsina. Elle se déclinait au choix en quatre couleurs possible : 
Bleu : Droit
Rouge : Médecine
Vert : Sciences
Blanc : Lettres
Il a existé aussi une autre coiffe goliardique, celle-ci originaire de Pise : le zucchetto.
En 1891, un autre chapeau goliardique du style de celui de Robin des Bois est adopté par la Goliardia de Sienne à l'occasion de la fête des nouveaux inscrits à l'université. Il porte alors le nom de Boccaccio. L'année d'après, lors des celebrazioni galileiane (célébrations galiléenes) à Padoue, les Padouans assurent sa généralisation dans la Goliardia, éliminant ainsi orsina et zucchetto. Ce nouveau chapeau aujourd'hui encore caractéristique de la Goliardia est finalement baptisé feluca, goliardo, pileo ou berretto universitario (béret universitaire).
La couleur de la feluca indique quelles études suit celui qui la porte. Par exemple : rouge, médecine ; bleu, droit ; blanc, lettres ; vert, sciences ; jaune, économie ; noir, ingénieurs.
Cependant, traditionnellement, les us et coutumes des ordres goliardiques varient d'une ville à l'autre. Ainsi, par exemple, les étudiants en économie portent à Turin une feluca jaune et à Gênes une feluca grise.
Généralement la couleur de la feluca suit celle du livret universitaire. Elle est ornée d'un lis brodé (lis en italien se dit giglio) et peut être décorée.
À Pise et à Sienne il arrive qu'on coupe la pointe de la feluca. On dit alors qu'elle est violata (violée) ou battezzata (baptisée).
Les membres du Sacro e Privato Ordine del Cilindro (Ordre Sacré et Privé du Chapeau Haut-de-forme) de Florence, bien que portant la feluca, semblent aussi, par la force des choses, avoir aussi figuré au moins quelquefois dans des fêtes avec un chapeau haut-de-forme sur la tête.

### Mantello, placca: manteau, plaque

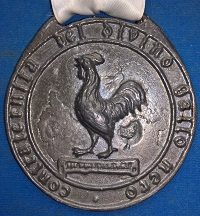
Placca (plaque) de la Confraternita del Di-Vino Gallo Nero (Confraternité du Di-Vin Coq Noir), Sienne 1970.

La tenue de la Goliardia comprend également une cape appelée mantello (manteau) en italien et une placca (plaque), portant l'emblème de l'ordre auquel appartient celui ou celle qui la porte.

### Tessera (carte d'adhérent)

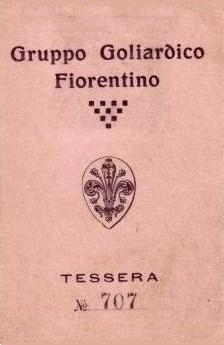
Carte d'adhérent, Florence 1927.

Il existe des cartes d'adhérents à la Goliardia précisant à quel ordre appartient son porteur;

### Nome goliardico (Nom goliardique)
En devenant Goliard, on acquiert une identité goliardique différente de son identité habituelle
C'est pourquoi, au moment où on reçoit sa feluca, on est baptisé d'un nome goliardico (nom goliardique) différent du sien habituel.
C'est celui qu'on utilisera dans le cadre de sa vie goliardique. Comme les scouts, les membres de la Faluche ou de nombreuses écoles supérieures, les membres des ordres goliardiques se désignent entre eux avec des sobriquets.

### Bolli (timbres) et ancienneté goliardique
La tradition goliardique veut que l'ancienneté d'un goliard se mesure sur la base de son ancienneté universitaire, qui se mesure en bolli (timbres). La tradition a pour origine l'usage dans les universités italiennes d'apposer un timbro (bollo) sur le livret universitaire chaque nouvelle année de fréquentation de la faculté.
Outre les bolli correspondant effectivement à ses années d'études, le goliard peut recevoir en plus du Capo-Città (Chef de la Cité, chef de l'ordre souverain de la ville) des bolli honoris causa (c.d. bolli HC), pour mérites extraordinaires. Le nombre de bolli sert aussi fréquemment dans une dispute dialectique où les goliards se retrouvent à égalité d'arguments ou dans une situation où il n'est pas possible de donner raison à quelqu'un. Celui qui a le moins de bolli doit offrir à boire. Cet usage est à l'origine de la devise pagat semper minus bolli : paie toujours celui qui a le moins de bolli.
À ceux qui détiennent les charges goliardiques les plus importantes est attribué un nombre symbolique de bolli. Par exemple, au Capo-Città est octroyé d'office un nombre de bolli de n+1. Ce qui signifie que par principe il a toujours au moins un bollo de plus que n'importe quel autre goliard de sa ville.
Les goliards sont annoncés sur la base de leur nombre de bolli :
- 1 bollo : matricola minus (7 fois) quam merdam. À Padoue le statut juridique du Matricola (nouveau) dure usque Pasquam secundam, c'est-à-dire jusqu'à la seconde Pâque Goliardique, quand il arrive à vivere goliardicamente (vivre goliardiquement) son deuxième huit février.
- 2 bolli : Flautulentissimus Famelicus Tolleratus sed neccessarius faseolus
- 3 bolli : Collenda Columna
- 4 bolli : Nobile Antianus
- 5 bolli : Divinus Laureandus quand il est en thèse il devient Divinissimus Laureandissimus
- 6 bolli : Sidereus Extracursus

Le goliard qui est admis dans l'ordre alors qu'il est dans sa dernière année de lycée est appelé bustina (petite enveloppe). La tradition goliarde veut que le premier bollo est attribué après au moins une année de fréquentation de la Goliardia. Ce qui peut entraîner un décalage entre le nombre de bolli goliardiques et universitaires. Quand un goliard obtient son diplôme de fin d'études universitaires, son nombre de bolli est réduit à zéro. Cette tradition correspond à la sortie définitive de la Goliardia au moment de l'entrée dans le monde du travail.

### Insignes sur la feluca
L'ancienneté du goliard, comptée en bolli, apparaît à travers les insignes accrochés ou non sur la feluca. Les traditions peuvent varier suivant les villes, mais en général la feluca se distingue ainsi :
- 1 bollo : aucun insigne sur la feluca, excepté les armoiries de la ville, de l'ordre goliardique auquel on appartient et éventuellement un lys.
- 2 bolli : peuvent être accrochés sur la feluca seulement des insignes non pendants (dans beaucoup de facultés leur nombre ne doit pas dépasser sept).
- 3 bolli : peuvent être accrochés sur la feluca les insignes que l'on veut (dans beaucoup de facultés leur nombre ne doit pas dépasser sept).
- 4 bolli : peuvent être accrochés sur la feluca les insignes que l'on veut.
- 5 bolli : peut être ajouté une frange dorée sur un côté de la feluca.
- 6 bolli : peut être ajouté une frange dorée sur les deux côtés de la feluca.

La tradition veut que les insignes soient toujours des cadeaux, comme la feluca, et doivent avoir un rapport avec un événement, de préférence goliardique ou en rapport avec la Goliardia.

## Activités goliardes

### Chansons
Les deux hymnes de la Goliardia sont :
- Gaudeamus igitur (Réjouissons-nous) : hymne international des étudiants.
- Di canti di gioia : hymne des étudiants italiens.

À ces deux hymnes s'ajoutent de très nombreuses chansons de la Goliardia. Elles se chantent généralement sur des airs populaires sur lesquels on place leurs paroles.
Ces chansons sont aujourd'hui rassemblées dans un recueil baptisé canzoniere goliardico (chansonnier goliardique) qui compte des centaines de titres.
Certaines chansons sont propres à une ville précise.
Par exemple, à Turin, le siège historique de l'université, via Po, comporte une très vaste cour sur laquelle donne un ensemble de galeries en balcons supportées par un grand nombre de colonnes.
Elle est appelée cortile delle colonne : cour des colonnes.
La chanson de la Goliardia de Turin s'intitule Noi siamo le colonne dell'Università : Nous sommes les colonnes de l'Université.
On a également vu la notoriété et la diffusion de l'hymne goliard turinois Il Commiato (Les Adieux), connu aussi comme Giovinezza (Jeunesse), dépasser largement le milieu universitaire et Turin. Au point qu'il a été récupéré et récrit pour en faire l'hymne officiel du fascisme : Giovinezza, une chanson au contenu très éloigné du texte apolitique d'origine.

### Les matricole et les papiri (papyrus)

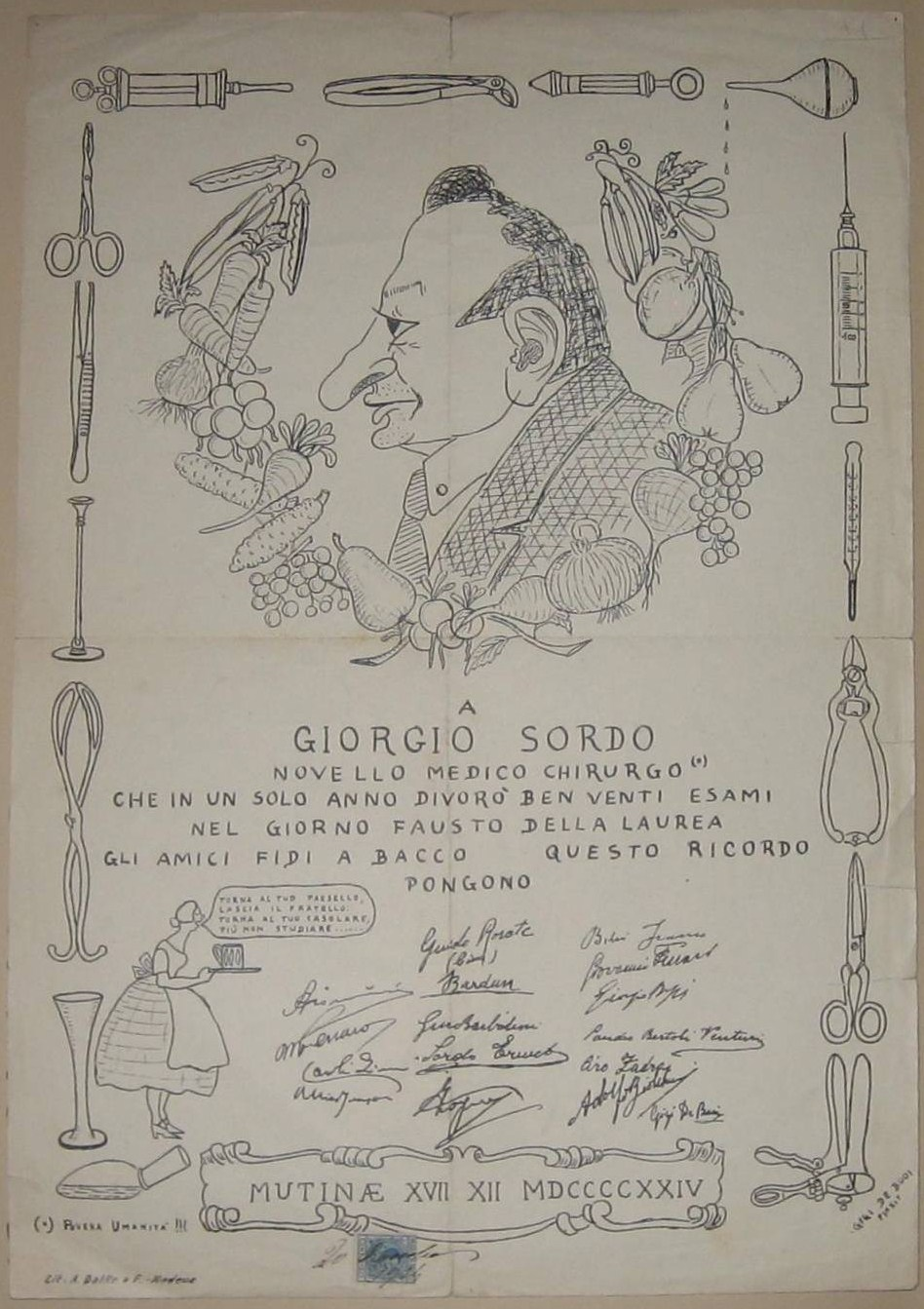
Papiro di laurea (papyrus de diplômé) en chirurgie – Modène 1924.

Plus ou moins à cheval sur la fin du XIXe siècle et le début du XXe siècle, on a vu s'affirmer la coutume goliardique de fare la matricola (faire la matricole) et des papiri (papyrus). Les goliards les plus anciens, qui ont le plus de bolli, partent en début d'année universitaire à la chasse aux nouveaux inscrits : les matricole. Ils vont se moquer d'eux, quémander une petite obole ou plus simplement se faire payer à boire.
Une fois le matricole pelata (pelé), il lui est laissé un parchemin souvenir, qu'il opposera aux autres Goliards parmi les anciens qui viendraient à leur tour lui demander de payer à boire. Ce parchemin est rempli de dessins comiques et phrases ironiques. On appelle ce genre de documents des papiri (au singulier : papiro). Il s'agit ici de papiri matricolare.
Il existe d'autres papiri. Ces papiri participent du jeu goliardique et parodient les chartes et documents vénérables des temps anciens. Œuvres d'artistes d'occasion, il peut s'agir de courriers officiels envoyés par des ordres goliardiques ou encore de papiri di laurea (papiri de diplômé) qui immortalisent les faits et gestes des Goliards à la fin de leurs études. La tradition des papiri di laurea existe encore, en particulier à Padoue et Venise. À Padoue se poursuit la tradition des papiri matricolare, mais seulement dans le milieu goliardique.

### Uccellagione ou uccellamento (transformation en oiseau)
Cette pratique tourne en dérision les rapines et l'obsession de propriété qui marquent les mœurs entre états et se traduisent par des hostilités sans nombre, comme cela se voyait dans les luttes de jadis entre villes-états d'Italie, que caricature ici la Goliardia.
Le terme employé en italien : uccellagione ou uccellamento est dérivé de uccello : oiseau. Il est intraduisible en français, à moins d'imaginer un néologisme qui serait oisification.
L'uccellagione consiste à dérober avec subtilité et sans violence un objet goliardique, revendiquer ce vol et réclamer une rançon comique. Comme il s'agit de rire, de toute façon l'objet est vite rendu.
Ainsi, par exemple on a dérobé ou cherché à dérober le Fittone emblème de la Goliardia de Bologne, ou la catena del Bò, chaîne à l'entrée du Palazzo Bò (Palais Bo), siège de l'université de Padoue.
Parfois, le vol goliardique a suscité un fort écho, comme quand en 1967 trois futurs membres de l'Ordre goliardique des Clerici Vagantes (Clercs Itinérants), Kalimero, Grandi et Forti (Caliméro, le Grand et le Fort), se sont emparés du Palio de Sienne, bannière historique conservée dans la cathédrale et, bien sûr, restituée peu après. Ou encore quand les goliards de Padoue ont subtilisé en 1985 le portrait de Dracula présenté dans une exposition fortement médiatisée.
Cette pratique du vol goliardique est rarement mentionnée dans les codes goliardiques. Le Codice Morandini (Code Morandini) n'en parle pas. En revanche, l'article 109 des leggi dei goliardi senesi (lois des goliards de Sienne) l'interdit. Et les articles 85-86 du Codex Lotharingius de Varèse le déclare licite et en précise les règles.

### Théâtre goliardique

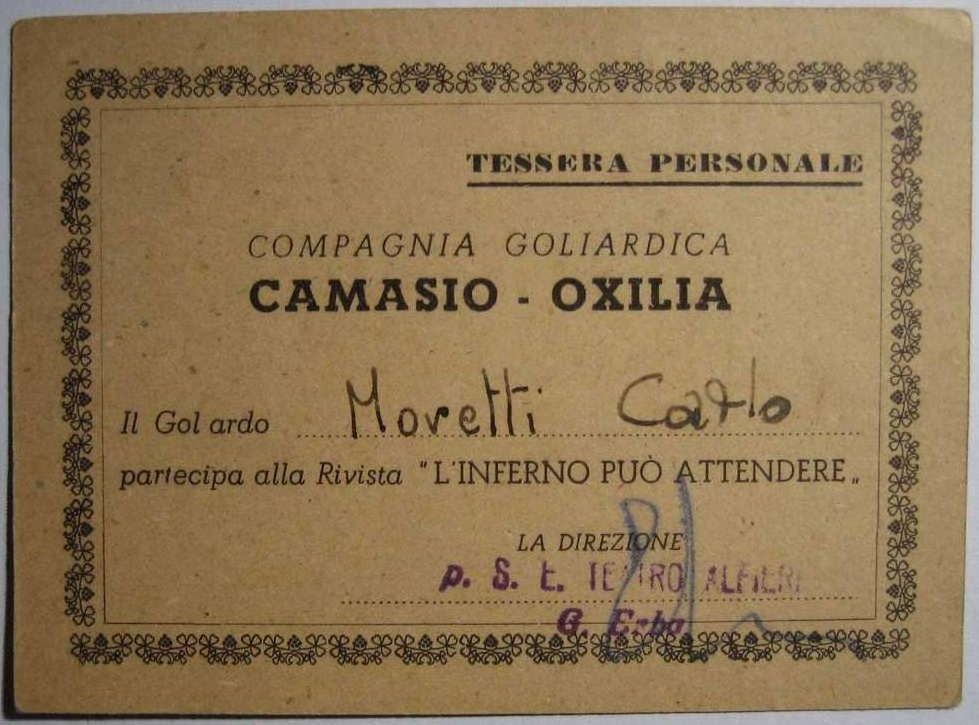
Carte de membre de la troupe de théâtre goliardique Camasio-Oxilia.

L'aspect théâtral de la Goliardia se retrouve également dans des pièces de théâtre goliardique, comme celle écrite en 1928 en vers par le goliard piémontais Hertz de Benedetti dit Ifigonia.
Diffusée de manière anonyme, elle est connue sous le nom de : Ifigonia in Culide (Iphigénie en Culide).
Ce poème est une parodie de la tragédie grecque classique. Comme le veut l'esprit goliardique, il fait un ample emploi de termes injurieux et allusions sexuelles. À l'œuvre est adjoint un riche et sérieux appareil de notes en marge du texte, dont la lecture est très appréciée par les amateurs du genre.
La récitation de cette œuvre comique est utilisée dans la Goliardia comme un rite d'initiation pour les étudiants nouvellement inscrits à l'université.
Une autre œuvre théâtrale fameuse liée à la Goliardia est la comédie Addio giovinezza! (Adieu jeunesse !) écrite par Sandro Camasio et Nino Oxilia en 1911. Leur comédie a inspiré en Italie le livret d'une opérette, les scénarios de quatre films et deux adaptations télévisées.
Ces deux auteurs dirigeaient ensemble une troupe de théâtre : la Compagnia Goliardica Camasio-Oxilia (Compagnie Goliardique Camasio-Oxilia). Ils étaient liés par une si grande amitié qu'on les avait surnommés les dioscuri (dioscures) dans le milieu de la Goliardia turinoise.

### Rencontres annuelles inter-cités et jeu goliardique
Une fois par an, le capo-città (chef de la cité, c'est-à-dire chef de l'ordre souverain de la cité) annonce la Feriae Matricolarum, appelée également en italien Festa delle matricole (Fête des étudiants de première année) de l'université de sa ville et invite à y participer les délégations représentant les goliards des autres villes universitaires d'Italie.
À ces fêtes, à la suite des rencontres répétées entre goliards d'un peu toute l'Italie, est né le gioco goliardico (jeu goliardique), un jeu basé sur la dialectique et parodiant les polémiques entre intellectuels de l'époque médiévale.
C'est également à ces fêtes qu'a commencé à prendre forme le canzoniere goliardico, recueil général de centaines de chansons goliardiques.

### Autres festivités goliardiques
Il existe encore d'autres festivités goliardiques comme les carnavals goliardiques.
Une autre amusante tradition consiste à Sassari, en Sardaigne, à venir en masse et en tenue goliardique à la sortie des lycées le dernier jour avant le début des vacances pour libérer les élèves et les inviter dans une discothèque. Les jolies filles ainsi libérées ayant bien sûr droit aux égards les plus grands de la part des goliards de sexe opposé qui en profitent pour les aborder et chercher à les séduire à cette occasion.

### Numero Unico: Journal à numéro unique

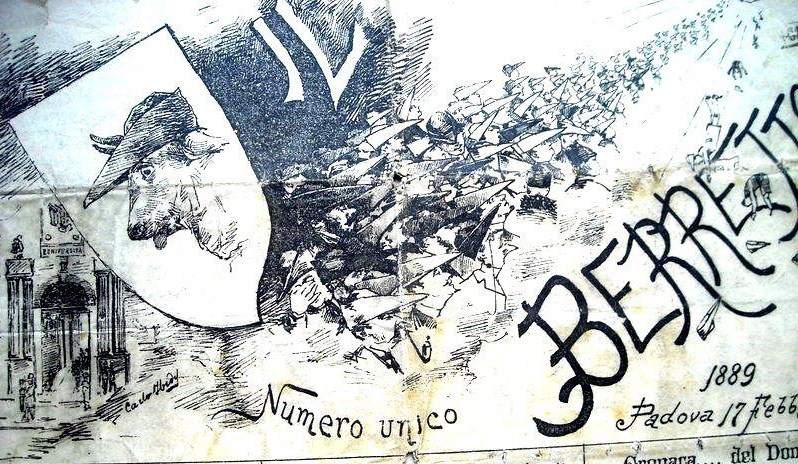
Détail de la couverture d'Il Berretto (Le Béret), Numero unico de Padoue, 17 février 1889.

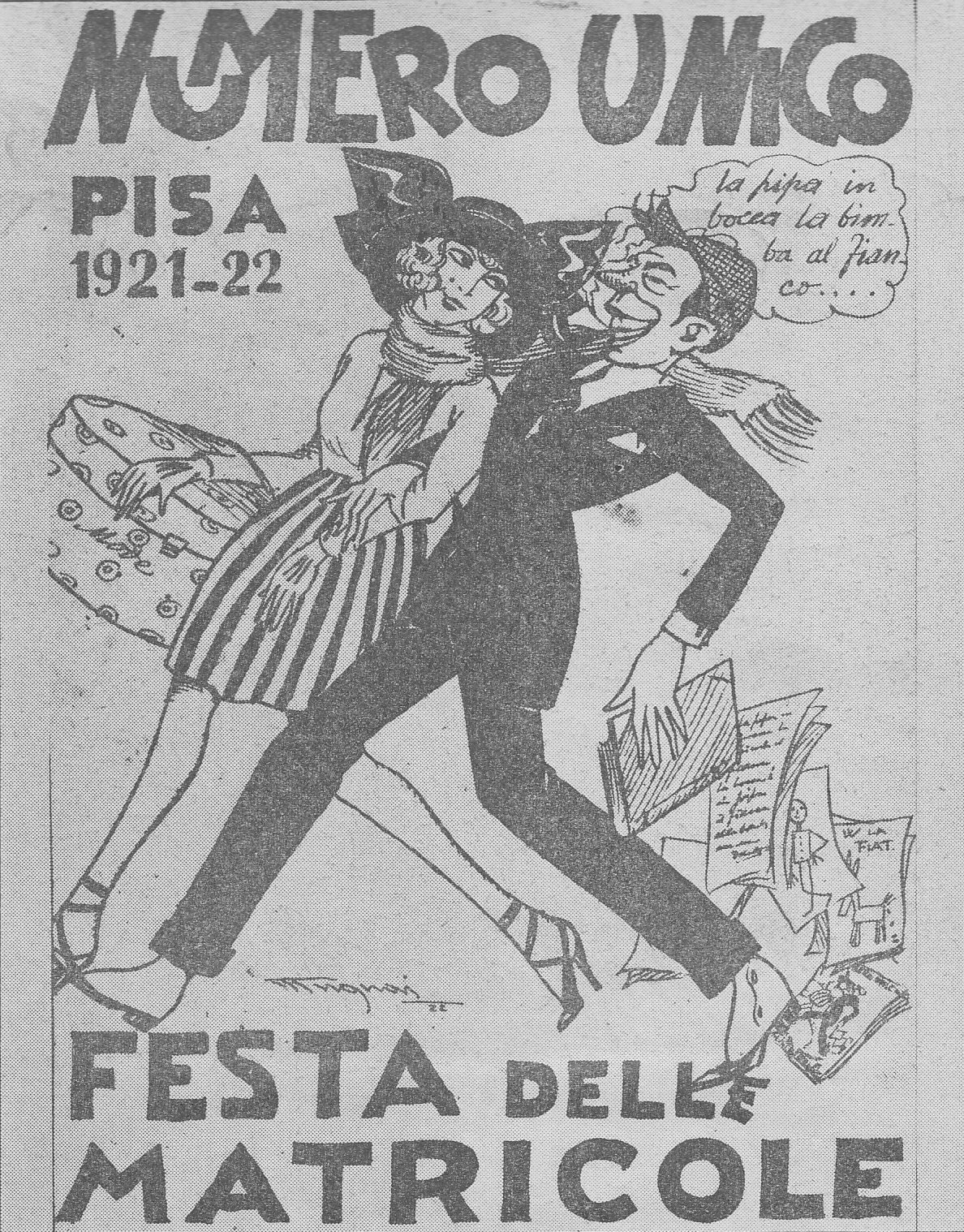
Numero Unico (Numéro Unique) paru pour la Festa delle Matricole 1921 à Pise.

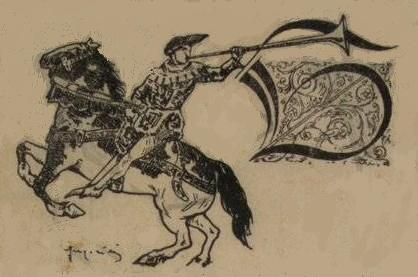
Lettrine G extraite de la revue Goliardia, Palerme 1925.

Les ordres goliardiques, basés sur le principe de s'amuser en se moquant sans agressivité de toutes les institutions graves et sérieuses, n'ont pas oublié la presse dans leurs cibles.
Une joyeuse tradition goliardique consiste à sortir des numeri unici, journaux satiriques à numéro unique, portant le nom ou la mention de Numero Unico (Numéro Unique).
Au cours de leur longue histoire, les ordres goliardiques en ont sorti plusieurs centaines.
On peut trouver en ligne au moins une demi-douzaine de publications goliardiques, dont quatre numero unico.

### Le Fittone, symbole de la Goliardia de Bologne

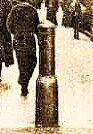
Le Fittone avant 1912 à l'entrée de la via Spaderie.

En italien, le mot fittone est un terme de botanique désignant la grosse racine pivotante propre à certaines plantes. À Bologne, ce mot désigne aussi localement de petites bornes de pierre cylindriques destinées à empêcher en certains endroits le passage des voitures.
La municipalité de Bologne en avait placé une en 1870 au début de la via Spaderie, rue qui aujourd'hui n'existe plus et se trouvait proche du Palazzo Re Enzo (Palais du Roi Enzo) et de l'Université de Bologne.
Ce Fittone devint le point de rendez-vous des goliards bolonais qui en firent leur symbole, auquel ils accordèrent également une valeur phallique.
En 1912, le Fittone de la via Spaderie est déraciné à la suite de travaux d'urbanisme. Les goliards, qui ne veulent pas le voir disparaître, organisent son transfert le lundi 13 mai jusqu'au siège de l'Université Palazzo Poggi 33 via Zamboni. Il est porté par deux pompiers sur une civière et accueilli par une foule étudiante enthousiaste, avec fanfare et bannières. Il est ensuite scellé au sol sous le portique de l'Université où il va rester jusqu'à la fin des années 1960.
Le Fittone sera restauré en 1931.
Après 1945, à plusieurs reprises, les Goliards d'autres villes chercheront à s'en emparer. Il sera protégé contre le vol par une cage en acier en 1950, décapité par les Goliards de Florence en 1958 et la même année porté par les Goliards de Ferrare à l'intérieur de l'Université.
Les événements survenus dans l'histoire du Fittone sont à la base de la chronologie suivie par la Goliardia de Bologne. Ainsi l'année 2009 est l'année XCVII post traslationem Fictonis (XCVII après le déménagement du Fittone), LIX a Fictonis Ingabbiatus (l'année LIX de la mise en cage du Fittone), LI a Fictonis in Universitate (l'année LI du Fittone à l'Université).
Le Fittone a donné son nom au Sovrano Ordine Goliardico della Città (Ordre Goliardique Souverain de la Cité) : Sacer VenerabilisQue Fictonis Ordo (Ordre du Saint et Vénérable Fittone)
Le Fittone, qui avait disparu dans les années 1970, a été remplacé en 1988 par une copie exacte à l'occasion du 9e centenaire de l'Université de Bologne. Le Fittone d'origine est conservé au Museo Europeo degli studenti (Musée Européen des étudiants) de l'Université de Bologne.

## Organisation

### Structure et organisation actuelle

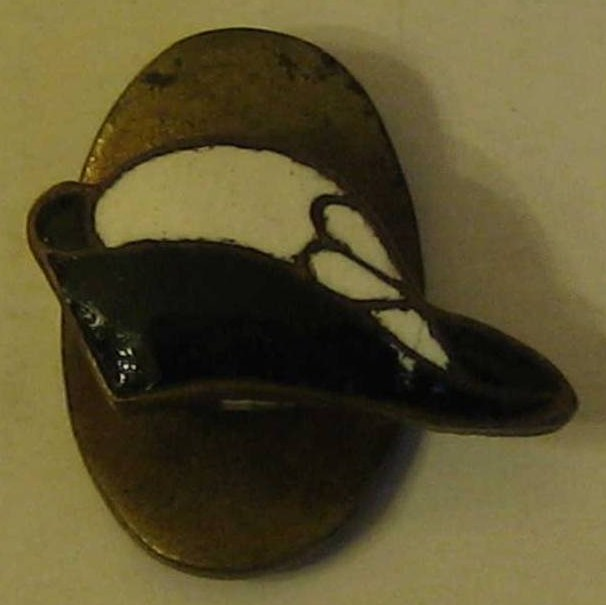
1920 : insigne en forme de feluca.

La Goliardia est d'abord et avant tout divisée en Ordres, ou agrégations, avec une histoire et des traditions goliardes. Chaque ordre est organisé hiérarchiquement, avec à sa tête un Capo-Ordine : Chef d'Ordre.
Chaque ville siège d'une université possède son ordine Sovrano : ordre souverain qui a la responsabilité de gouverner la cité. Le Capo-Ordine  de l'Ordre Souverain est généralement appelé Capo-Città : Chef de la Cité. Il dispose de pouvoirs absolus sur tous les ordini vassali : ordres vassaux de sa ville. Les Capi-Città (Chefs de Cité) portent généralement des titres qui se moquent des institutions ou des symboles locaux. Chaque Capo-Città a pour adjoint un trésorier et maître de cérémonies.
Les Capi-Città sont de droit Principi di Goliardia : Princes de Goliardia. Les ex Capi-Città sont dits Principi senatori : Princes Sénateurs.
Sous l'ordre souverain de la ville sont les ordres vassaux. Ces derniers portent à Bologne le nom particulier de Balle, à Padoue d'Academie (Académies) ou Ordini (Ordres) de rang mineur et à Turin de Vole.
Chaque ordre vassal est gouverné par un Capo-Ordine placé sous les ordres du Capo-Città.
Un cas particulier est représenté par la place goliardique florentine. À Florence les ordres goliardiques vassaux, organisés par faculté, ont avec le temps acquis une importance majeure, devenant souverains sur le territoire de leurs propres instituts. Le cas du Sovrano Laborioso ed Agreste Ordine della Zappa (Ordre Souverain Laborieux et Agreste de la Houe) est emblématique de cette situation : son nom même indique sa souveraineté. Les ordres vassaux florentins ont réussi à adjoindre au Sovrano Gran Maestro e Serenissimo Principe del Sovrano e Commendevolissimo Ordine Goliardico di San Salvi (Souverain Grand Maître et Prince Sérénissime de la Grande Commanderie Souveraine de l'Ordre Goliardique de Saint Sauveur), unique prince de la cité, un organisme baptisé Capitani di Goliardiai : Capitaines de la Goliardia, avec un pouvoir déterminé par le charisme de la personne qui a la charge de Sovrano Gran Maestro e Serenissimo Principe.
Enfin, il existe des ordres qui ont pour siège une ville non universitaire. Ce sont des ordini minori : ordres mineurs. Parmi eux il y a, par exemple, le Principato di Piombino : la Principauté de Piombino, qui est placée sous le pouvoir de Pise, mais représente les étudiants originaires de Piombino et ses alentours.
En général, les ordres goliardiques sont ouverts à tous les étudiants, mais il y a des exceptions. À Florence les ordres sont organisés par facultés. À Parme existe un ordre exclusivement féminin. Certains ordres n'acceptent pour membres que des goliards originaires d'une région italienne précise. Inversement, d'autres n'ont pas de confins territoriaux déterminés, comme les ordres suivants :
Sovrano Ordine Goliardico Clerici Vagantes (S.O.G.C.V.) – Ordo clavis Universalis – Sacrae Goliae Confraternita – Kaliffato di Al-Baroh – Misticus Goliardicusque Ordo Longobardorum Crucis – Sovranus Ordo Telematici Communicatio atque Phax – Ordo Primi Solis S.O.G.M.
Il existe enfin des ordres ou confraternités qui ont vocations de réunir des goliards de partout, comme : le Supremo Ordine Goliardico dei Clerici Vagantes Goliardico Nobilissimo Ordine Cavalleresco di Slavonia : Ordre Goliardique Souverain des Clercs Itinérants Très Noble Ordre de Chevalerie Goliardique de Slavonie.
Dans la Goliardia, les cités sont considérées comme des États, comme aux temps anciens des villes-États telles que jadis Venise, Gênes, Florence, Pise. Quand un ordre rend visite à un autre ordre dans une autre cité, on dit généralement : si va all'Estero : il va à l'Étranger.
Les Ordres goliardiques sont normalement régis par des régimes qui ne sont pas démocratiques. Chaque Ordre est pourvu d'une hiérarchie précise, qu'en général les membres montent, ou, à l'inverse, en cas de graves démérites, descendent, cela à l'absolue discrétion du Capo-Ordine.
La succession des Capi-Ordine (Chefs d'Ordres) peut intervenir de plusieurs manières, par exemple :
- Le plus souvent par abdication : le Capo-Ordine en partant désigne son successeur et lui transmet publiquement sa charge.
- Par désignation : le successeur est choisi par un groupe restreint de membres de l'Ordre réunis à cette occasion. C'est le cas du Pontefice (Pontife) de Turin, désigné par un conclave.
- Par élections : les membres de l'Ordre, mais plus généralement une partie seulement de ceux-ci, élisent « démocratiquement » le nouveau Capo-Ordine. Mais en réalité, la démocratie est un concept peu goliardique.

La manifestation de la plus haute responsabilité goliardique est représentée par le privilège exclusif d'entonner l'hymne des étudiants Gaudeamus igitur sur un territoire précis, propre à un ordre. Ce droit est réservé aux Capi-Città, chefs des Ordini-Sovrani (Ordres Souverains). Ils peuvent consentir à l'octroyer aux chefs des Ordini Minori (Ordres Mineurs) ou Ordini Vassali (Ordres Vassaux) pour certaines circonstances précises : par exemple quand ils organisent une réunion ou un dîner.
Il existe également dans la Goliardia la possibilité de colpo di Stato : Coup d'État. Il prend le nom de fronda : fronde. En général, mis à part quelques rares cas, celle-ci n'est pas prévue dans les statuts de l'Ordre. La fronda consiste à tenter de nier la légitimité et renverser dall'interno (de l'intérieur) le Capo-Ordine et transférer son pouvoir à un autre goliard.
La forme classique de la fronda est la suivante : dans une réunion ou un dîner présidé par le Capo-Ordine que l'on veut renverser, celui qui organise le coup d'état entonne Gaudeamus igitur et ceux qui le soutiennent se joignent à lui en chantant. Ou à l'inverse vont le fontanare. Littéralement le fontainer, c'est-à-dire le précipiter dans une fontaine publique pour indiquer comiquement leur réprobation. Ce qui compte surtout est le nombre et la charge nobiliaire de ceux qui approuvent le coup d'état en chantant avec le conspirateur ou le désapprouvent en le précipitant dans une fontaine publique. De cette manière se forment deux clans qui s'affrontent, la fin du conflit se réglant traditionnellement en discutant dans un bar. Il est aussi arrivé plus d'une fois qu'une fronda entraîne une simple bagarre bien peu goliardique. Ces affrontements restant cependant d'une violence limitée.

### Les anciens
Quand ils quittent l'université, les membres de la Goliardia quitte aussi celle-ci.
Par la suite, ils sont invités à participer à des événements organisés par les ordres auxquels ils ont appartenu à l'époque de leur scolarité..
Une exception est l'Ordine dei Sovrano Vagantes Clerici, qui a été fondée en 1962 comme une organisation nationale avec une adhésion à vie, les anciens restant donc pleinement membres de leur ordre même après la fin de leurs études.

## Histoire

### De 1888 à aujourd'hui

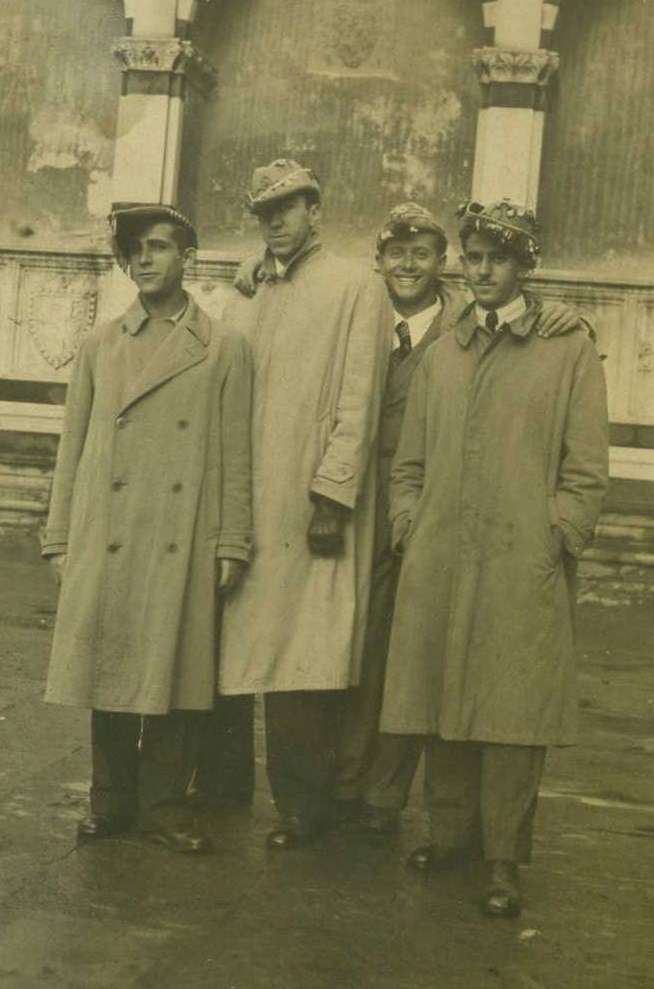
Quatre membres de la Goliardia en 1933.

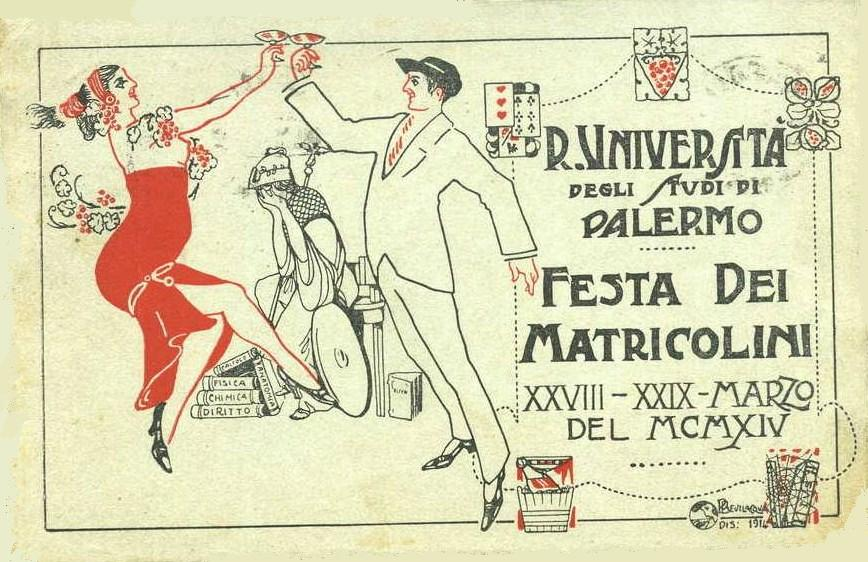
Carte-postale souvenir de la fête goliarde des nouveaux inscrits, Palerme 1914.

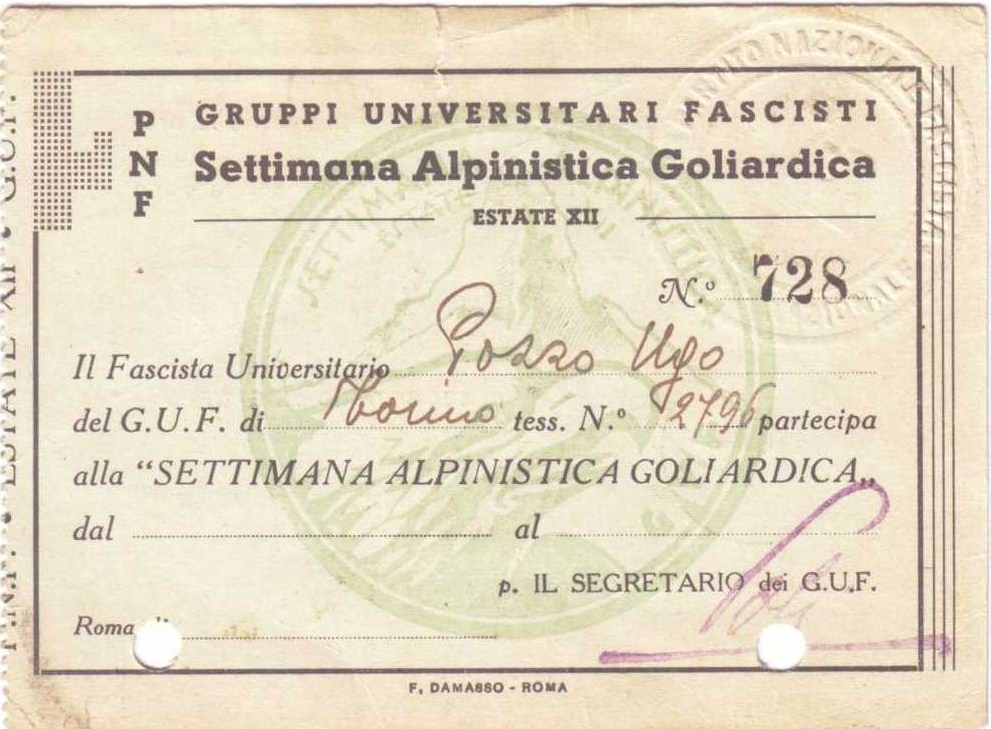
Exemple de récupération de la Goliardia par le fascisme : les GUF déclarent organiser une « Semaine Alpinistique Goliardique » en 1934.

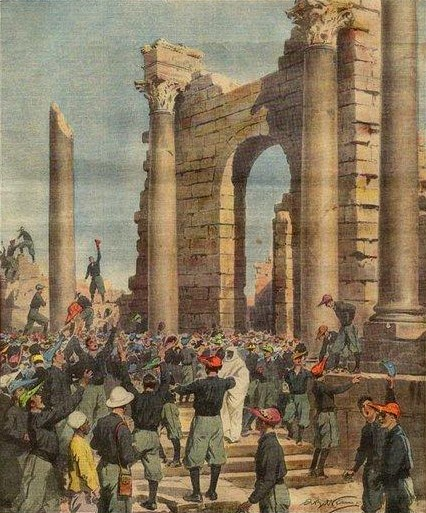
Exemple de l'imagerie de propagande fasciste accaparant la Goliardia : des étudiants italiens, portant la feluca, visitant la Tripolitaine chantent des hymnes fascistes.

Le mouvement est né en 1888 à Bologne à l'occasion des grandes fêtes organisées pour le 800e anniversaire de l'université de la ville. Il l'a été sous l'impulsion du grand poète italien Giosuè Carducci, qui présidait ces fêtes et était alors enseignant à la faculté des lettres de Bologne.
L'idée de fonder la Goliardia à Bologne lui est venue en assistant en Allemagne aux activités des Burschenschaft, sociétés festives d'étudiants germaniques, qui lui rappelaient ce qu'il connaissait des goliards du passé.
Giosuè Carducci, avec la Goliardia qu'il a fondée, donne une forme structurée et un rituel à des traditions festives et carnavalesques étudiantes qui existaient déjà avant en Italie, comme en témoignent diverses anecdotes. Parmi elles, en 1880, celle de l'occupation par les étudiants, plusieurs jours de suite, d'un grand café très chic de la via Po à Turin, voie importante de la ville où se trouve le siège de l'université. Ils sont tous coiffés pour l'occasion d'un chapeau haut-de-forme acheté d'occasion, se moquant ainsi des riches qu'ils empêchent de consommer en occupant toutes les places. L'occupation cesse quand les étudiants n'ont plus un sou pour se payer à boire dans un établissement où le café coûte quinze centimes, somme énorme pour l'époque et leurs budgets.
Dès le départ, comme la Calotte ou la Penne belges, ou la Faluche française, la Goliardia s'est beaucoup différenciée des Burschenschaft, où se rencontre port de sabres, drapeaux et la devise Ehre - Freiheit - Vaterland : Honneur – Liberté – Patrie. La Goliardia a choisi de placer son action sous les auspices des trois divinités goliardiques : Bacco, Tabacco e Venere : Bacchus, le Tabac et Vénus.
La Goliardia s'est propagée dans toute l'Italie.
Durant l'époque fasciste, les autorités officielles cherchent à s'approprier le prestige de la Goliardia, notamment en accaparant son chapeau, l'associant au Gruppo Universitario Fascista et le distribuant systématiquement aux étudiants italiens.
Le célèbre hymne goliard turinois Il Commiato (Les Adieux), qui connaît un très grand succès depuis sa rédaction en 1909 par Nino Oxilia (mort à la guerre en 1917), est récupéré par le régime. Ses paroles sont modifiées à la gloire du fascisme, pour en faire finalement Giovinezza (Jeunesse), hymne officiel du Partito Nazionale Fascista (Parti national fasciste). On y retrouve le titre usuel de l'original, le refrain et la partition de Giuseppe Blanc, lui-même devenu auteur de chansons fascistes.
Sous la dictature, l'esprit de la Goliardia se maintient malgré tout chez les étudiants italiens. Ainsi, à Pise, ils organisent sur la piazza dei Cavalieri l'inauguration d'un buste de Galilée, représenté par un étudiant enfariné à la façon des artistes faisant la statue dans la rue aujourd'hui. Ils organisent aussi à la gare de Pise l'arrivée du Mahatma Gandhi, en fait un extrêmement maigre étudiant de Pontedera, selon la légende. Les étudiants de Padoue, obligés de s'inscrire au Gruppo Universitario Fascista, se moquent un jour du secrétaire du Parti national fasciste Achille Starace. Lors de sa venue, ils improvisent un hommage désobligeant en le chahutant et le portant joyeusement en triomphe comme s'il était juste un des leurs et pas un des principaux chefs politiques italiens de l'époque fasciste. Fait significatif de la force de l'esprit goliardique en Italie, aucune sanction officielle n'est prise par les autorités contre les auteurs de ce chahut. Le même genre de blague en Allemagne nazie aurait certainement eu des conséquences tragiques pour ses organisateurs.
Après la chute du fascisme, la Goliardia de manière organisée reparaît tout de suite avec force dans les universités italiennes. Utilisant avec ingéniosité des moyens de fortune, dans le plus parfait style goliardique, les goliards sont parmi les premiers à ranimer le débat social, distribuant de petites publications polycopiées, organisant fêtes et joyeuses blagues goliardiques.

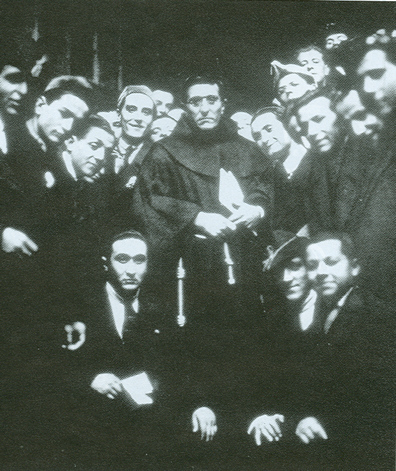
Agostino Gemelli entouré d'étudiants de l'Università Cattolica (Université Catholique) de Milan portant la feluca.

Le 2 septembre 1945 à Pise, juste une année après l'entrée en ville de l'armée américaine, paraît un Numero unico, publication goliarde à numéro unique, intitulée : Pisa e la guerra. : Pise et la guerre, éditée par l'Unione Goliardica Pisana (Union Goliardique Pisane). Vers la même époque cette association reprend une initiative datant des années 1930 : la Radio Palle di Ponte (senza palle et senza ponte) : Radio Boules du Pont (sans boules et sans pont). Aux heures d'affluence, depuis une petite chambre équipée de mégaphones donnant sur la place Garibaldi, place principale de la ville, les étudiants adressent des messages goliards à la population.
Le 1er février 1946, le périodique de l'Associazione torinese universitaria (Association universitaire turinoise) titre fièrement, parlant de la Goliardia : Siamo tornati ! (Nous sommes de retour !)
En 1945-1947, sous la pression politique qui suit la fin de la guerre, des tentatives sont faites pour transformer la libre et truculente nébuleuse apolitique et festive des ordres goliardiques en une organisation nationale centralisée des étudiants italiens. La Goliardia survivra à cette épreuve.
La plupart des ordres goliardiques actuels ont été fondés à cette époque.
Dans les années 1950, la popularité de la Goliardia amène la Démocratie chrétienne, parti politique alors au pouvoir en Italie, à s'y intéresser et chercher à l'associer à lui en échange d'avantages liés au pouvoir. La Goliardia refuse cette récupération.
L'ordre goliardique souverain de l'université de Trieste, le Goliardicus Ordo Solis Orientis (Ordre Goliardique du Soleil de l'Orient) sera un de ceux qui résistera. En 1957, un homme politique représentant le parti de la Démocratie chrétienne parvient à se faire élire chef de l'ordre. Il s'appelle Michele Zanetti et n'est pas un goliard. L'ordre refuse alors de le reconnaître comme Magnus Magister (Grand Maître). Plutôt qu'accepter un politique comme chef, il choisit de ne plus avoir de chef durant plus de cinq années. C'est seulement en 1963 qu'il recommence à en élire un.
De manière tout à fait spontanée, à la fin des années 1950, chaque cité se dote d'un ordre souverain. Par exemple, à Florence, où existe déjà depuis 1926 le Sovrano e Commendevolissimo Ordine d San Salvi (Grande Commanderie Souveraine de l'Ordre Goliardique de Saint Sauveur), on fonde en 1957, son ordre vassal, le Placido Ordine Della Vacca Stupefatta (Ordre Placide de la Vache Étonnée), en abrégé : le P.O.D.V.S., dirigé par le Gran Corno (Grande Corne) et la Magnifica Dieta dei Corni (Magnifique Parlement des Cornes), formée de ses collaborateurs directs. Puis un second ordre vassal naît à Florence, en Scienze Politiche Cesare Alfieri (Sciences Politiques Cesare Alfieri) : le Sacro e Privato Ordine del Cilindro (Ordre Sacré et Privé du Chapeau Haut-de-forme).

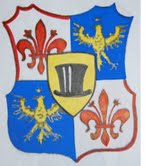
Emblème de l'Ordre Sacré et Privé du Chapeau Haut-de-forme.

Chaque ordre vassal organise sa hiérarchie interne et se dote de signes distinctifs tels que ses placche (plaques) et manti (manteaux), à porter dans les principales occasions de la vie goliardique.
L'Ordre souverain est appelé à réglementer le harcèlement des matricole (étudiants de première année) ainsi que l'activité des divers groupes goliardiques de la ville, baptisés selon le lieu et les circonstances Ordini minori (Ordres mineurs) ou Ordini vassali (Ordres vassaux).
Toutes les universités d'Italie adhèrent aujourd'hui à ce nouveau mode de pratiquer la vie goliardique, excepté Sienne, où les goliards continuent à respecter strictement la règle des bolli (timbres) et de l'ancienneté.
Dans les années 1950 et jusqu'en 1968, la spirituelle vie étudiante italienne connaît une très grande prospérité. Le nombre des étudiants croît exponentiellement en Italie et ils connaissent une liberté comme ils n'en ont jamais vécue. Augmente surtout le nombre d'étudiants fuori sede (hors siège), c'est-à-dire abandonnant leur lieu d'origine pour aller étudier et vivre très loin de chez eux durant l'année universitaire. Retrouvant l'exemple des sociétés étudiantes créées à la Renaissance en Italie (les accademie), ces étudiants commencent à se réunir en groupes portant des noms et utilisant des symboles extravagants. Le plus souvent faisant référence à leur lieu d'origine et la faculté où ils étudient. Chaque groupe organise une sorte de protectorat des étudiants de première année constamment victimes du phénomène galopant et incontrôlable resté dans la mémoire sous le nom de papiro selvaggio (papyrus sauvage).
La forte politisation du mouvement étudiant organisé qui touche l'Italie en 1968 et au début des années 1970 va porter un grave préjudice à la Goliardia. Pour les étudiants italiens fortement politisés de l'époque, la neutralité et l'apolitisme du rassemblement goliardique joyeux et festif honorant Bacco, Tabacco e Venere (Bacchus, le Tabac et Vénus) sont antinomiques à leurs conceptions. Ils récusent et refusent de comprendre cette dérision épicurienne, insouciante et carnavalesque qui est l'âme-même de la Goliardia. La référence aux goliards des temps anciens comme mode de vie étudiante n'a aucune réalité pour des étudiants politisés qui ne jugent alors dignes d'intérêts que les luttes politiques, syndicales ou contre la guerre, l'Église ou la répression.
Fait déconsidérant encore plus la Goliardia, pour les milieux étudiants d'extrême gauche, les étudiants ou organisations qui se déclarent « apolitiques » sont assimilés à des étudiants ou organisations de droite déguisés. Les organisations festives étudiantes traditionnelles comme les ordres de la Goliardia acceptant dans leurs rangs des étudiants de toutes opinions, y compris apolitiques, de droite ou d'extrême-droite, sont facilement stigmatisées comme « fascistes » par les étudiants d'extrême gauche.
Confortant cette fable subsistent encore nombre de documents iconographiques de propagande datant de l'époque fasciste où les étudiants portant la feluca sont représentés en adhérents enthousiastes du fascisme.
Significatif est le titre d'une publication du Movimento Studentesco (Mouvement Étudiant) à l'Università Cattolica (Université Catholique) de Milan en 1968 : La Goliardia é morta. Consigli – Informazioni – notizie utili alle matricole e anche agli altri. (La Goliardia est morte. Conseils – Informations – nouvelles utiles aux étudiants de première année et aussi aux autres).  La couverture oppose deux images, en haut : un dessin figurant la tradition goliarde. En bas : la photo d'étudiants bien sagement costumés en habits de ville votant avec enthousiasme une motion en amphithéâtre. Le message est clair : rire et faire des blagues ou faire de la politique, tel est le choix, et la politique c'est mieux.
Devant l'acharnement mis par tant de gens « sérieux » à détruire des sociétés d'amusement léger, significative aussi est la réponse des goliards du Sacro e Privato Ordine del Cilindro (Ordre Sacré et Privé du Chapeau Haut-de-forme) de Florence. En septembre 1969, il se saborde en organisant à l'occasion d'un joyeux repas tenu dans un restaurant des environs de Florence, la mise en scène théâtrale et comique de l'assassinat du dernier Gran Maestro (Grand Maître) de l'Ordre. Aussitôt élu, il apparaît vêtu d'un frac, et tombe sous les coups de deux amis qui jouent les anarchistes infiltrés et le tuent, l'un d'un coup de revolver, l'autre d'un coup de poignard. Une photo immortalise cette parodie d'attentat.
La fable attribuant un caractère fasciste à la Goliardia amène une tentative directe d'anéantissement de celle-ci. Au début des années 1970, les Brigate rosse (Brigades rouges) menacent de mitraillages les fêtes goliardes si elles persistent à se tenir. Les ordres goliards qui persistent à vouloir exister sont obligés, pour assurer leur sécurité, de solliciter et obtenir la présence de policiers en armes. Cette situation est vécue comme un très grave traumatisme par les étudiants festifs italiens de l'époque.
Cette période difficile amène un recul important de l'activité goliarde. Arrive ce qui est aujourd'hui baptisé par les goliards il sonno : le sommeil. Un affaiblissement qui dure dix ans, du milieu des années 1970 au milieu des années 1980. La période du sonno terminée, à la fin des années 1980 commence la renaissance. Elle n'est pas homogène, et touche principalement les universités du centre et du nord de l'Italie. De nouvelles générations d'étudiants cherchent à renouer avec la tradition, en se mettant à rechercher des anciens capi-ordine (chefs d'ordres) et capi-città (chefs de cités, c'est-à-dire chefs d'ordres souverains). Ils veulent aussi voir les manti (manteaux), placche (plaques) et papiri (papyrus) historiques de la Goliardia que ces anciens conservent, afin de reprendre la tradition là où elle s'est interrompue.
Aujourd'hui existent en Italie au moins 80 ordres goliardiques actifs et vivants.
La Goliardia, qui intervient en public, en groupe, en costume et de manière joyeuse et théâtralisée, est très connue dans les universités du pays. Elle l'est aussi de façon plus large dans certaines villes où elle participe aux festivités locales, comme le cortège de la Saint Jean, fête municipale officielle de Turin.
Cependant, comme l'écrit l'ancien goliard et historien Gian Paolo Brizzi dans un livre sorti à l'occasion d'une exposition sur la Goliardia organisée par l'université de Bologne en 1995 : Studenti : una storia ancora da scrivere, Les étudiants : une histoire qui reste encore à écrire.

### Goliardia et Corda Fratres
Les ordres goliardiques ont participé à la création de la Corda Fratres en 1898 et joué un rôle très important dans cette association étudiante festive et fraternelle mondiale, ni politique, ni religieuse.
Le créateur de la Corda Fratres, Efisio Giglio-Tos, compte parmi ses camarades d'études et amis proches Mario Capuccio, membre actif de la Goliardia. Mario est également le président de l' AUT, Association universitaire turinoise, fondée le 23 mars 1890. Par lui, il est introduit dans le groupe dirigeant l'AUT. C'est à partir de la nébuleuse festive de la Goliardia qu'Efisio Giglio-Tos entreprend d'asseoir la forme organisée d'une section nationale italienne d'une Fédération internationale étudiante à naître, la Corda Fratres.
Au nombre des cadres de la Corda Fratres, on trouve le philosophe et membre de la Goliardia Angelo Fortunato Formiggini. Il est responsable du consulat de Rome, puis de l'importante section italienne de la Corda Fratres.
Aujourd'hui en Italie l'Ordo Clavis Universalis (Ordre Universel de la Clef), organisation de la Goliardia de Pavie, se réclame toujours d'une filiation morale avec la Corda Fratres.

### Goliardia et Faluche
On dit en Italie que la Francia è la sorellina dell'Italia : la France est la petite sœur de l'Italie.
Nées la même année 1888 à Bologne, les traditions des Ordres goliardiques en Italie et de la Faluche en France ont le même esprit et comportent beaucoup de ressemblances.
À leurs débuts, durant une vingtaine d'années, ce qui est beaucoup chez les étudiants, la Goliardia et la Faluche entretiennent des relations proches.
Ainsi, par exemple, en décembre 1904, une délégation de 284 étudiants italiens est reçue et fêtée à Paris par la très renommée Association générale des étudiants de Paris. L'année d'après, des étudiants italiens de Milan et Pavie viennent participer à son côté aux grandes fêtes de la Mi-Carême.
Le 15 novembre 1898 à Turin, l'Association générale des étudiants de Paris est présente au côté des Italiens qui créent avec Efisio Giglio-Tos la Corda Fratres - Fédération internationale des étudiants. La Goliardia très active dans la Corda Fratres a approuvé le choix du français comme langue officielle de la première fédération internationale des étudiants, langue que parle couramment Efisio Giglio-Tos.
En 1900, le deuxième congrès de la Corda Fratres se déroule à Paris.
Efisio Giglio-Tos, souhaitant conserver la direction de la fédération après la fin de ses études avait imaginé une direction complexe comprenant un Conseil Fédéral Senior, Senatus Seniorum où il avait sa place.
Secouant cette tutelle, le 4 mai 1907, à Lille, les Associations générales d'étudiants de Bordeaux, Dijon, Lille et Lyon créent une organisation indépendante nationale française : l'Union nationale des Associations générales d'étudiants de France-UNAGEF. Ses dirigeants font partie de la Faluche et tendent ainsi à s'éloigner de la Goliardia.
La rupture n'est pas totale et immédiate. En témoigne la tenue du quatrième congrès de la Corda Fratres à Bordeaux du 1er au 8 septembre 1907.
Peu après la Grande Guerre de 1914–1918 l'arrivée au pouvoir du Fascisme en Italie va accentuer la séparation entre Faluche et Goliardia. Le nouveau régime italien est totalitaire et nationaliste. Il détruit la Corda Fratres et cherche à asservir la Goliardia. Hostile à la France, il interdit le Carnaval de Turin jugé trop français, revendique Nice et la Corse déclarés parties de l'Italie annexées abusivement par la France. En 1940, l'armée italienne occupe Nice.
Après 1945, renaît la Goliardia. Mais les liens avec la Faluche ne sont pas renoués. Goliardia et Faluche continuent depuis des activités festives similaires des deux côtés des Alpes sans avoir repris les échanges importants et réguliers perturbés puis interrompus depuis à présent bientôt un siècle.

### La Goliardia au Carnaval de Paris 2005

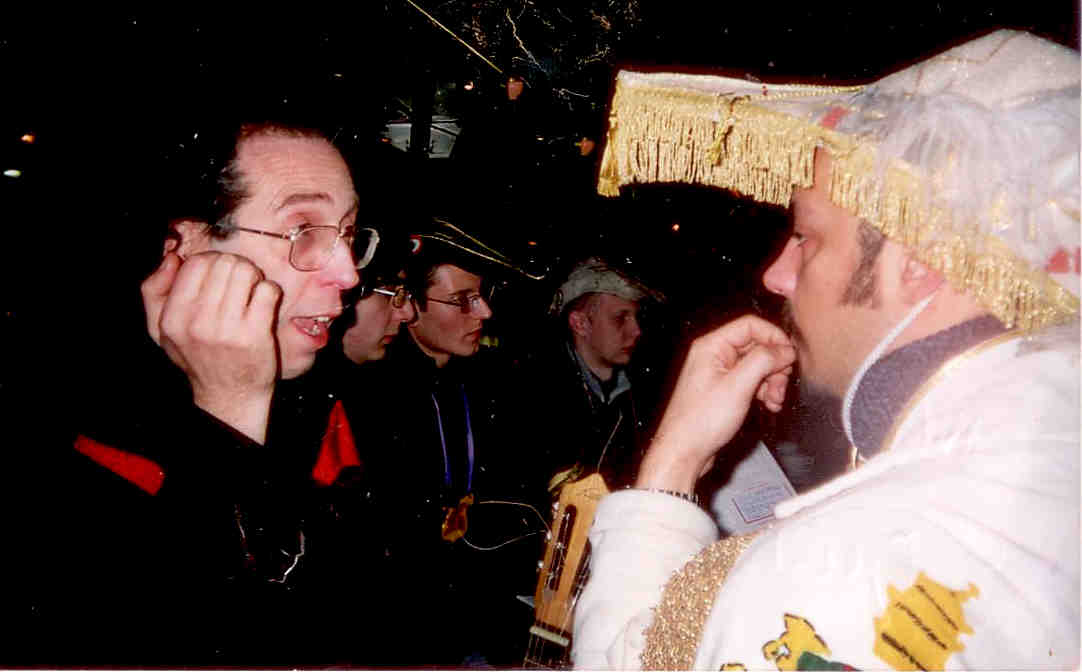
La Goliardia de Turin avec Basile Pachkoff (à gauche) le soir du Carnaval de Paris 2005.

Pour célébrer le centenaire de la participation de 300 Italiens de Lombardie et du Piémont à la Mi-Carême au Carnaval de Paris 1905, la Goliardia de Turin a participé au Carnaval de Paris 2005.
Le soir de la fête, différentes sociétés festives et carnavalesques françaises ou italiennes ont signé un traité carnavalesque sur l'Hôtel de ville de Paris.
Parmi les signataires on trouve Renatus Rubeus XII Siberianus XLVII Pontifex Maximus Goliardorum, Grand Pontife de l'Ordre souverain de la Goliardia de Turin : Supremus Ordo Taurini Cornus atque Pedemontanus - S.O.T.C.A.P. (Ordre Suprême Turinois Cornu et Piémontais).

## Annuaire des Ordres Goliardiques

### Répartition géographique
Les ordres goliardiques se rencontrent aujourd'hui essentiellement dans le nord et au centre de l'Italie, avec deux extensions :
- Une au Tessin, en Suisse italophone, avec la Brigata Goliardica Ticinese (Brigade Goliardique Tessinoise)[35].

- L'autre aux États-Unis, avec un ordre goliardique à New York : l'Ordo Moschettieri Manhattanensi (Ordre des Mousquetaires de Manhattan).

Le dernier a été fondé le 12 février 2010 par trois Italiens, dont un ex Sovrano Gran Maestro e Serenissimo Principe (Souverain Grand Maître et Prince Sérénissime) de l'ordre florentin du Sovrano Commendevolissimo Ordine Goliardico di San Salvi (Grande Commanderie Souveraine de l'Ordre Goliardique de Saint Sauveur).
Les trois fondateurs sont appelés Guasconi (Gascons). Il y a un Guascone Bleu, un Guascone Blanc et un Guascone Rouge, ceci en référence aux couleurs du drapeau de la France.
Les nouveaux membres sont d'abord acceptés comme Apprendista (Apprenti). Après une période de probation passée avec succès, l'Apprendista est nommé Moschettiere et choisit d'appartenir à l'une des trois couleurs des Guasconi.
Les femmes, elles, peuvent entrer dans l'ordre en tant que Damigella. Le degré suivant est Gran Dama. Le troisième et plus haut degré est Principessa delle Feriae. Actuellement, aucune femme n'a jamais atteint ce grade.

### Liste des Ordres Goliardiques d'Italie
Liste comprenant 45 villes et 117 Ordres Goliardiques :
| Ville                                   | Armoiries                                                     | Ordre | Chef                                                                                       |  |
| --------------------------------------- | ------------------------------------------------------------- | --- | ------------------------------------------------------------------------------------------ |  |
| Ascoli Satriano                         |                                                               | Sacer Ordo Taccariellum | Priore (Prieur)                                                                            |  |
| Bari                                    |                                                               | Sovrano Ordine Goliardico Santa Stuta - S.O.G.S.S. | Gran Balì                                                                                  |  |
| Bologne                                 |                                                               | Excelsa Neptuni Balla (Ordre Vassal Supérieur de Neptune) (1958) | Pontifex Maximus (Grand Pontife)                                                           |  |
| Bologne                                 |                                                               | Sacer VenerabilisQue Fictonis Ordo - S.V.Q.F.O. (Ordre du Saint et Vénérable Fittone) | Magnus Magister (Grand Maître)                                                             |  |
| Bologne                                 |                                                               | Sacrae Ocae Congregatio Magnifica Et Lustrissima (Congrégation de la Magnifique et Très Désirée Oie Sacrée) - S.O.C.M.E.L. | Sidereo Console (Consul Sidéral)                                                           |  |
| Bologne                                 |                                                               | Balla de li Goliardi Bolognesi (Ordre Vassal des Goliards Bolonais) | Mirifico Gonfaloniere (Gonfalonier Mirifique)                                              |  |
| Bologne                                 |                                                               | Antiquissimo Atque Florentissimo Feudo Goliardico delle Castella et del Forese di Romagna (Vénérable et Florissante Féodalité Goliardique des Villes et Forêts de Romagne) | Gran Feudatario (Grand Feudataire)                                                         |  |
| Bologne                                 |                                                               | Venerabile Ordine della Melangola - V.O.M. (26 novembre 1994) | Capoccia (Contremaître)                                                                    |  |
| Bologne                                 |                                                               | Congiura de' Pazzi (Conjuration des Pazzi – Nom faisant référence à la conjuration du même nom) | MagniFICA Principe (Prince Magnifique)                                                     |  |
| Bologne                                 |                                                               | Convento de li Frati Gaudenti (Couvent des Frères Joyeux) | Priore (Prieur)                                                                            |  |
| Bologne                                 |                                                               | Goliardica Balla di Montechristo (fondé le 7 février 1972) | Etereo Conte Svolazzante (Éthéré Comte Flottant)                                           |  |
| Bologne                                 |                                                               | Il Vascello (Le Vaisseau) | Ammiraglio (Amiral)                                                                        |  |
| Bologne                                 |                                                               | Sovrano Ordine delle Tre Palle Meridionali (Ordre Souverain des Trois Boules Méridionales) | Sublime Gran Califfo (Sublime Grand Calife)                                                |  |
| Bologne                                 |                                                               | Antiquissima et Nobilissima Parochia de li Studenti Veneti in Bologna (Très Antique et Très Noble Paroisse des Étudiants Vénitiens à Bologne) | Paroco dell'A.e.N.P.d.l.S.V.i.B. (Père de l'A.e.N.P.d.l.S.V.i.B.)                          |  |
| Bologne                                 |                                                               | Impero delle Terre del Nord (Empire des Terres du Nord) | Imperatore delle Terre del Nord (Empereur des Terres du Nord)                              |  |
| Camerino                                |                                                               | Magnus Ducatus Camerini (Grand Duché de Camerino) | Dux Magno (Grand Duc)                                                                      |  |
| Cassino                                 |                                                               | Sacer Ordo Abatia Cassini et Monte Cassini (1969+32) (Ordre Sacré de l'Abbaye de Cassin sur le Mont Cassin) | Abate (Abbé)                                                                               |  |
| Catane                                  |                                                               | Sovrano Ordine Catanese del Liotro (S.O.C.L) | Pontefice Massimo (Grand Pontife)                                                          |  |
| Chieti                                  |                                                               | I Clerici (Les Clercs) | Capo Fondatore (Chef Fondateur)                                                            |  |
| Diano Marina                            |                                                               | Ordo Goliardicus de la Sequella de li Goliardi Dianesi | Magnifico Podestà (Magnifique Podestat)                                                    |  |
| Ferrare                                 |                                                               | Ducatus Estensis (Duché d'Este) | Duca (Duc)                                                                                 |  |
| Ferrare                                 |                                                               | Ordine de li Cavalieri de li Scacchi (Ordre des Cavaliers des Échecs) (1964) | Connestabile (Connétable)                                                                  |  |
| Ferrare                                 |                                                               | Marchesato de la Torre Matildea (Marquisat de la Tour Matilde) | Marchese (Marquis)                                                                         |  |
| Ferrare                                 |                                                               | Baronis Ordo Pomposiae (Ordre du Baron de Pomposa) | Barone (Baron)                                                                             |  |
| Ferrare                                 |                                                               | Phoenicis Ignis Goliardica Alchemia (Phénix Brûlant de l'Alchimie Goliardique) (Ses initiales Ph I G A sonnent exactement comme figa, mot argotique italien aujourd'hui très couramment utilisé et désignant l'organe sexuel féminin) | Magister Ignis (Maître du Feu)                                                             |  |
| Florence                                |                                                               | Serenissimo Ordine Goliardico della £ira (SOGdL) (Ordre Sérénissime Goliardique de la Lire) (1951) | Sua Altezza Serenissima il Protospatario                                                   |  |
| Florence                                |                                                               | Sovrano Commendevolissimo Ordine Goliardico di San Salvi (Grande Commanderie Souveraine de l'Ordre Goliardique de Saint Sauveur) (1926) | Sovrano Gran Maestro e Serenissimo Principe (Souverain Grand Maître et Prince Sérénissime) |  |
| Florence                                |                                                               | Florentiae Coerusicorum Goliardica Academia (i Cerusici) (Académie Goliardique Florentine des Chirurgiens (les Chirurgiens)) | Princeps Archiatra (Prince Archiâtre)                                                      |  |
| Florence                                |                                                               | Placido Ordine della Vacca Stupefatta (PODVS) (Ordre Placide de la Vache Étonnée) | Gran Corno (Grande Corne)                                                                  |  |
| Florence                                |                                                               | Sovrano Laborioso et Agreste Ordine della Zappa (Ordre Souverain Laborieux et Agreste de la Houe) | Sovrano Gran Manico                                                                        |  |
| Florence                                |                                                               | Sacro e Privato Ordine del Cilindro (Ordre Sacré et Privé du Chapeau Haut-de-forme) | Gran Maestro (Grand Maître)                                                                |  |
| Florence                                |                                                               | Fecondo e Calcinoso Ordine della Cazzuola | Gran Piombo                                                                                |  |
| Florence                                |                                                               | Gaudente et Humanistico Ordine del Marzocco | Maestoso e Ruggente Gran Marzocco                                                          |  |
| Foggia et sa province (Ordre souverain) |                                                               | Sacro Dauno Impero Fovea (SDIF, 1969+36) | Imperatore (Empereur)                                                                      |  |
| Gênes (Ordre souverain)                 |                                                               | Supremo Ordo Goliardicus Liguriae - Dogatum Genuense - S.O.G.L. (1947) (Ordre Goliardique Suprême de Ligurie – Pouvoir du Doge de Gênes) | Doge (Doge)                                                                                |  |
| Ivrée                                   |                                                               | Associazione Universitaria Canavesana - A.U.C. (1924) (Association Universitaire du Canavese) | Prefetto (Préfet)                                                                          |  |
| Ivrée                                   |                                                               | Supremus Ordo Aurei Scorpionis (S.O.A.S.) (Ordre Suprême du Scorpion d'Or) | Principe (Prince)                                                                          |  |
| L'Aquila                                |                                                               | Sacer Ordo Ursa Majoris (1969+28) (Ordre Sacré de la Grande Ourse) | Stellar (Étoile)                                                                           |  |
| Lesina (Ordre souverain)                |                                                               | Sacer Ordo Scorpionis (1969) (Ordre Sacré du Scorpion) | Príncipe (Prince)                                                                          |  |
| Macerata (Ordre souverain)              |                                                               | Maximus Pontificatus Maceratensis (Grand Pontificat de Macerata) | Pontifex Maximus (Grand Pontife)                                                           |  |
| Messine (Ordre souverain)               |                                                               | Sacer Ordo Zammarrae | Gripho                                                                                     |  |
| Milan                                   |                                                               | Misticus Goliardicusque Ordo Longobardorum Crucis | Gran Catepano                                                                              |  |
| Milan (Ordre souverain)                 |                                                               | Sacra Goliae Confraternita S.G.C. | Golia                                                                                      |  |
| Milan                                   |                                                               | Supremus Ordo Spadonis (Ordre Suprême de l'Épée) | Princeps (Prince)                                                                          |  |
| Milan                                   |                                                               | Sacer Ordo Mercurii (Ordre Sacré de Mercure) | Princeps (Prince)                                                                          |  |
| Milan                                   |                                                               | Ordo Monattorum | Monatto                                                                                    |  |
| Milan                                   |                                                               | Ducatus Summus Gentium Mediolanensium (Suprême Duché des Païens de Milan) | Duca (Duc)                                                                                 |  |
| Modène (Ordre souverain)                |                                                               | Ducatus Mutinensis Ordo Sovranus - D.M.O.S. | Dux (Duc)                                                                                  |  |
| Montecatini Terme                       |                                                               | Sacra Congregatio Fontis - Autonomo Ordine Goliardico de la Valdinievole | Gran Tubo (Grand Tube)                                                                     |  |
| Naples (Ordre souverain)                |                                                               | Sovrana Corte Lupes (Cour Souveraine des Loups) | Lupo Mannaro (Loup-garou)                                                                  |  |
| Naples                                  |                                                               | Sacer Ordo del Vello d'oro (S.O.V.O.) (Ordre Sacré de la Voile d'or) | Gran Montone (Grand Mouton)                                                                |  |
| Palerme (Ordre souverain)               |                                                               | Supremo Ordine Goliardico dello Speron di Ferro (Ordre Goliardique Suprême de l'Éperon de Fer) | Magnus Magister (Grand Maître)                                                             |  |
| Padoue (Ordre souverain)                |                                                               | Tribunato degli Studenti (Tribunat des Étudiants) | Tribuno (Tribun)                                                                           |  |
| Padoue                                  |                                                               | Maximus Ordo Prædonum (M.O.P.) (1971) | Capra (Chèvre)                                                                             |  |
| Parme (Ordre souverain)                 |                                                               | Ducatus Parmae, Placentiae, Guastallae, Lunigiana et Terrae Limitrophae (Duché de Parme, Plaisance, Guastalla, Lunigiana et des Terres Limitrophes) | Dux (Duc)                                                                                  |  |
| Parme                                   |                                                               | Ducatus Lunigianae et Versiliae (Duché de Lunigiana et Versilia) | Dux Lunigianae et Versiliae (Duc de Lunigiana et Versilia)                                 |  |
| Parme                                   |                                                               | Æterno Ordo Salamandre Terre Salsesi (1982) | Magnus Magister (Grand Maître)                                                             |  |
| Parme                                   |                                                               | Sultanato del Terronia Tellus | Sultano (Sultan)                                                                           |  |
| Pavie                                   |                                                               | Supremus Ordo Lacedaemoniorum Ellenicus | Temibile Gran Cimiero                                                                      |  |
| Pavie                                   |                                                               | Sacrum Regnum Longobardorum (Royaume Sacré des Lombards) | Rex (Roi)                                                                                  |  |
| Pavie                                   |                                                               | Ordo Clavis Universalis (Ordre Universel de la Clef) | Venerabilis Princeps Magister (Vénérable Prince et Maître)                                 |  |
| Pavie                                   | Araldico del Sacer Ordo Augustus Regnum Longobardorum - Pavia | Sacer Ordo Augustus | Princeps (Prince)                                                                          |  |
| Pavia                                   | Stemma del Venerabilis Ordo Damae Loggiae                     | Venerabilis Ordo Damae Loggiae | Gran Dama                                                                                  |  |
| Pérouges (Ordre souverain)              |                                                               | Griphonatus Goliardiae Perusinae | Gripho Triumphans                                                                          |  |
| Piombino                                |                                                               | Principatus Plumbinii (Principauté de Piombino) | Princeps (Prince)                                                                          |  |
| Pise                                    |                                                               | Sovranus ac venerabilis Ordo Torrionis - S.A.V.O.T. (Souverain et Vénérable Ordre de la Tour) | Gran Torrione (Grande Tour)                                                                |  |
| Prato (Ordre souverain)                 |                                                               | Eroticus et Cenciosus Goliardicus Chiavacci Ordo - E.C.G.C.O. | Gran Gonfaloniere (Grand Gonfalonier)                                                      |  |
| Reggio de Calabre                       |                                                               | Sovrano Ordine Goliardico Impero Calabro di Giovanni delle Bande Nere (Ordre Goliardique Souverain de l'Empire Calabrais de Jean des Bandes Noires) | Imperatore (Empereur)                                                                      |  |
| Rome (Ordre souverain)                  |                                                               | Pontificatus Romani Archigymnasii - P.R.A. | Romanus Pontifex Maximus (Grand Pontife Romain)                                            |  |
| Rome                                    |                                                               | Spaccarelli Ordo Romano Clarvs Avdacissimvsque - S.O.R.C.A. (son sigle S.O.R.C.A. donne sorca : chatte, en italien) | Drago Nero (Dragon Noir)                                                                   |  |
| Rome                                    |                                                               | Goliardico Ordine Dè Rosa Croce - G.O.D.E.R. (Ordre Goliardique des Roses-Croix, dont les initiales forment G.O.D.E.R. : godere signifie jouir, en italien) | Gran Maestro (Grand Maître)                                                                |  |
| Rome                                    |                                                               | Magnus Ordo de lo Mago Verde - M.O.M.V. (Grand Ordre du Magicien Vert) | Gran Mago Verde (Grand Magicien Vert)                                                      |  |
| Rome                                    |                                                               | SPQR - Respublica Romana (SPQR - République Romaine) | Magnus Magister (Grand Maître)                                                             |  |
| Rome                                    |                                                               | Sacer Ordo de li Chavalieri Erranti - S.O.C.E. (Ordre Sacré des Chevaliers Errants) | Magnus Magister (Grand Maître)                                                             |  |
| Rome                                    |                                                               | Imperivm Romanvm Goliardorvm - I.R.G. (Empire Goliardique Romain) | Princeps (Prince)                                                                          |  |
| Rome                                    |                                                               | Gloriosa Compagnia de la Buona Ventura - G.C.B.V. (Glorieuse Compagnie de la Bonne Aventure) | Gran Capitano (Grand Capitaine)                                                            |  |
| Salerne                                 |                                                               | Sultanatus Salernitanus Sacra Palma - Su.Sa.S.P. (Sultanat Salernitain de la Sainte Main) | Sultano (Sultan)                                                                           |  |
| Salerne                                 |                                                               | Principatum Salernitanum Teschi - P.S.T. (Principauté des Crânes Salernitains - son sigle P.S.T. donne : pst !, bruit émit pour attirer l'attention) | Princeps (Prince)                                                                          |  |
| San Marco in Lamis                      |                                                               | Sacer Ordo Abatiae Sancti Marci - S.O.A.S.M. (Ordre Sacré de l'Abbaye de Saint Marc) | Abate (Abbé)                                                                               |  |
| San Nicandro Garganico                  |                                                               | Ordo Volantis Avis - O.V.A. (Ordre de l'Oiseau en Vol - son sigle O.V.A. donne ova : œufs, en italien) ordre régent de Foggia (1950) | Cunculus                                                                                   |  |
| San Paolo di Civitate (Ordre souverain) |                                                               | Sacro Impero Sampaulensis - S.I.S. (1967) | Catapano                                                                                   |  |
| Sassari (Ordre souverain)               |                                                               | Sovranus Ordo Gaudentis Favae (Ordre Souverain du Haricot Jouissant) (création antérieure à 1969) | Pontifex (Pontife)                                                                         |  |
| Sienne (Ordre souverain)                |                                                               | Princeps Baliaque Senensium | Princeps (Prince)                                                                          |  |
| Sienne                                  |                                                               | Confraternita del Di-Vino Gallo Nero (Confraternité du Di-Vin Coq Noir) (en sommeil) | Gran Nappo (Due Gran Nappi)                                                                |  |
| Trieste                                 |                                                               | Excelsae Chimerae Ordo (2013) | Venerabile Bellerofonte                                                                    |  |
| Trieste (Ordre souverain)               |                                                               | Goliardicus Ordo Solis Orientis - G.O.S.O. (Ordre du Soleil de l'Orient) | Tribunus (Tribun)                                                                          |  |
| Trieste                                 |                                                               | Goliardicus Universalis Fabulosus Ordo (Ordre Goliardique Universel et Fabuleux - Le sigle en italien : G.U.F.O. forme le mot gufo : « hibou », en italien) | Druido (Druide)                                                                            |  |
| Trieste                                 |                                                               | Lunaticus Astralisque Goliardicus Ordo (1971) | Princeps (Prince)                                                                          |  |
| Trieste                                 |                                                               | Mercedis Goliardicus Ordo (Ordre Goliardique de la Récompense) (1955) |                                                                                            |  |
| Trieste                                 |                                                               | Portoguensis Orbis Magnus Ordo (1964) |                                                                                            |  |
| Trieste                                 |                                                               | Serenissimus Sciaquonis Goliardicus Ordo - S.S.G.O. (Ordre triestin extra territorial, en ce moment actif à Padoue. Ses membres sont considérés comme des goliards padouans). | Magister Aulicus (Maître Princier)                                                         |  |
| Trieste                                 |                                                               | Tenebroso Impero dei Signori della Notte (Empire Ténébreux des Seigneurs de la Nuit) (1991) |                                                                                            |  |
| Turin (Ordre souverain)                 |                                                               | Supremus Ordo Taurini Cornus atque Pedemontanus - S.O.T.C.A.P. (Ordre Suprême Turinois Cornu et Piémontais) | Pontifex Maximus Goliardorum (Grand Pontife de la Goliardia)                               |  |
| Turin                                   |                                                               | Internationalis Ordo Villae Sancti Josephi - IOVSJ (Ordre International de la Villa San Giuseppe) (fondé en 1965 – la Villa San Giuseppe est une résidence universitaire turinoise) Après la fermeture de la résidence (2020), un groupe d'anciens locataires a refondé l'ordre (2021) sous le nouveau nom Intercollegialis Ordo Vikingorum Sancti Josephi (Ordre intercollégial Viking de Saint-Joseph). | Pontifex Maximus IOVSJ (Grand Pontife IOVSJ) Herrjarl après la refondation                 |  |
| Turin                                   |                                                               | Abbazia de li Frati Gaudenti - A.f.G. (Abbaye des Frères Joyeux) | Reverendissimo Abate (Très Révérend Abbé)                                                  |  |
| Turin                                   |                                                               | Sacra atque Temibilis Vola del Vampiro | Principe delle tenebre (Prince des ténèbres)                                               |  |
| Turin                                   |                                                               | Sacra Vola del Toson d'Oro (1969) (Ordre Vassal Sacré de la Toison d'Or) | Princeps (Prince)                                                                          |  |
| Turin                                   |                                                               | Arcana Vola dei Sacerdoti Druidi (fondé le 4 juillet 1995) | Sommo                                                                                      |  |
| Turin                                   |                                                               | Magnus Imperium Romanus - M.I.R. (Grand Empire Romain) | Imperatore (Empereur)                                                                      |  |
| Turin                                   |                                                               | Summus Taroccorum Ordo Taurinensis (1976) (Haut Ordre des Tarots de Turin) | Collegio degli Arcani Maggiori (Collège des Arcanes Majeures)                              |  |
| Turin                                   |                                                               | Maximus Goliardicus Ordo Taurinensis Principatus (1979) (Grand Ordre Goliardique Princier Turinois) | Principe (Prince)                                                                          |  |
| Turin                                   |                                                               | Sacra Vola dello Zodiaco (1961) (Ordre Vassal Sacré du Zodiaque) | Gran Maestro (Grand Maître)                                                                |  |
| Udine (Ordre souverain)                 |                                                               | Angeli Goliardicus Ordo (Ordre des Anges Goliardiques) | Magnus Magister (Grand Maître)                                                             |  |
| Urbino (Ordre souverain)                |                                                               | Maximus Ordo Torricinorum - M.O.T. (1946) | Duca (Duc)                                                                                 |  |
| Varèse                                  |                                                               | Supremus ac sovranus Ordo Estensii Baretii (1991) | Duca (Duc)                                                                                 |  |
| Varèse                                  |                                                               | Supremo Ordine Goliardico Dell'Unicorno del Lago (Ordre Goliardique Suprême de la Licorne du Lac) | Principe (Prince)                                                                          |  |
| Venise                                  |                                                               | Serenissimus Goliardicus Ordo Phoenicis (Ordre Sérénissime Goliardique du Phénix) | Gran Maestro (Grand Maître)                                                                |  |
| Vérone                                  |                                                               | Sacer Ordo Goliardicus de li Cavalieri Ghibellini (Ordre Goliardique Sacré des Cavaliers Ghibelins) | Principe (Prince)                                                                          |  |
| Vérone                                  |                                                               | Antiqua Consorteria de li Mastri Oselladori de la Nobil Gens Veneta - A.C.M.O.N.G.V. | Camerlengo (Camerlingue)                                                                   |  |
| Vigevano (Ordre souverain)              |                                                               | Ordo Ducalis Viglebani (2002) | Princeps (Prince)                                                                          |  |
| Extra territorial                       |                                                               | Sovranus Ordo Goliardicus Clerici Vagantes - S.O.G.C.V. (Ordre Goliardique Souverain des Clercs Itinérants) | Gran Priore (Grand Prieur)                                                                 |  |
| Extra territorial                       |                                                               | Sacra Goliae Conphraternita (Confraternité du Goliath Sacré) | Magnus Magister (Grand Maître)                                                             |  |
| Extra territorial                       |                                                               | Kaliffato d'Al Baroh (Califat d'Al Baroh) | Sublime Kaliffo (Sublime Calife)                                                           |  |
| Extra territorial                       | Ordo Clavis Universalis (Ordre Universel de la Clé)           | Ordine della Chiave (Ordre de la Clé) | Princeps Magister (Grand Maître)                                                           |  |
| Extra territorial                       |                                                               | Sovranus Ordo Telematici Communications atque Phax - sotc@p (Ordre Souverain des Communications Télématiques et Fax) | PontiFAX (Jeu de mots combinant Pontifex : Grand Pontife et Fax)                           |  |
| Extra territorial                       | Ordo Primi Solis                                              | S.O.G.M. | Sultano (Sultan)                                                                           |  |